# Shreemana sera
Shreemana sera är en stekelart som beskrevs av Nixon 1933. Shreemana sera ingår i släktet Shreemana och familjen Scelionidae. Inga underarter finns listade i Catalogue of Life.